# Drowning Pool
Drowning Pool je americká rocková kapela založená v roce 1996 ve městě Dallas ve státě Texas a pojmenovaná podle amerického filmu z roku 1975 Návrat Lew Harpera (originální název The Drowning Pool) s Paulem Newmanem v hlavní roli, který vznikl na námět románu Rosse Macdonalda Smrt v bazénu. Mixuje různé hudební styly jako např. nu-metal, alternative metal, hard rock a post-grunge.

Od svého vzniku má na postech kytaristy (C. J. Pierce), baskytaristy (Stevie Benton) a bubeníka (Mike Luce) stabilní sestavu, pouze zpěváci se mění. Prvním byl Dave "Stage" Williams (zemřel na zástavu srdce 14. srpna 2002), po něm Jason Jones, Ryan McCombs a Jasen Moreno. V roce 2023 Drowning Pool oznámili, že se po 11 letech vrací na pozici zpěváka Ryan McCombs.
Debutové studiové album Sinner z roku 2001 se stalo okamžitě hitem.

## Diskografie
Demo nahrávky
- celkem 2 dema do r. 2000[2]

Studiová alba
- Sinner (2001)
- Desensitized (2004)
- Full Circle (2007)
- Drowning Pool (2010)
- Resilience (2013)
- Hellelujah (2016)
- Strike a Nerve (2022)

Živá alba
- Loudest Common Denominator (2009)